# سراب (فیلم ۱۳۵۲)
سراب فیلمی به کارگردانی مهدی ژورک و نویسندگی سیروس الوند محصول سال ۱۳۵۲ است.

## خلاصه داستان
ناصر ملک مطیعی راننده کامیون است که تازه از زندان ازاد شده است و به دعوت یکی دوستای خود به نام صفر به گذرگاهی اطراف شهر برای کار می رود  که در آنجا عشق قدیمی خود را می بیند که جایزه راننده ها شده است و عاشق دختر عشق قدیمیش میشود ولی در اخر متوجه می شود که مرجان دختر اوست و زمانی که او به زندان رفته متولد شده است و به همین دلیل با آهنگ زیبای عارف خودش را با کامیون به ته دره پرت می‌کند.

## بازیگران
- ناصر ملک مطیعی
- مرجان
- حسین گیل
- گرشا رئوفی
- علی میری
- احمد قدکچیان
- شراره
- علی دهقان
- شهلا ریاحی
- حسن شاهین
- فرهاد خان‌محمدی